# Manage

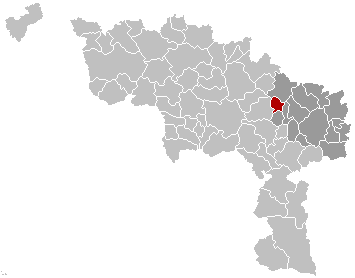
Manages läge inom provinsen Hainaut

Manage är en kommun i provinsen Hainaut i regionen Vallonien i Belgien. Manage hade 22 460 invånare per 1 januari 2008.